# Swisslex
Swisslex – Schweizerische Juristische Datenbank AG ist Anbieterin einer Rechtsinformationsplattform im Markt Schweiz.
Rund 70 % aller in der Schweiz tätigen Juristen sind auf die Services von Swisslex abonniert. Die Applikationen von Swisslex sind für den Datenempfang, die Produktion und Veredelung der Daten, die Datenhaltung (Backend), das Retrieval und die Datenausgabe und Anzeige (Frontend) zuständig. Das Aktionariat besteht aus drei gleichberechtigten Hauptaktionären: der Schulthess Juristische Medien AG, dem Stämpfli Verlag AG und dem Genfer Rechtsanwalt Jacques Python sowie zwei Minderheitsaktionären, dem Helbing Lichtenhahn Verlag (Teil der Verlagsgruppe C. H. Beck) und dem Verein eJustice.CH.

## Geschichte
Die Aktiengesellschaft wurde 1986 mit dem Ziel des Aufbaus einer Online-Datenbank für Urteilssammlungen gegründet. Swisslex 1.0 wurde der schweizerischen Rechtswelt 1987 präsentiert. In diesem Jahr startete das Unternehmen mit einem ersten Angebot, welches auf Entscheidsammlungen und einzelne Zeitschriften beschränkt war. Swisslex 1.0 wurde auf einer mainframe Lösung betrieben und der Zugang erfolgte über ein telefonbasiertes Eingabe- und Empfangsgerät (Minitel). 1997 tritt im Rahmen einer durch die Aktionäre Schulthess Juristische Medien AG und Python & Peter Rechtsanwälte durchgeführte Restrukturierung Thomson Legal and Regulatory als Aktionärin hinzu. 1999 ist das Angebot erstmals über das Internet zugänglich. 2007 stösst Thomson seinen Anteil im Rahmen einer globalen Portfolio-Bereinigung an die beiden verbleibenden Aktionäre Schulthess Juristische Medien AG und die Genfer Anwaltskanzlei Python & Peter ab. 2009 beteiligt sich schliesslich die Stämpfli Verlag AG zu einem Drittel an der Gesellschaft und wird neben Schulthess Juristische Medien AG sowie Python & Peter Rechtsanwälte gleichberechtigte Partnerin im Aktionariat. Am 25. Juli 2011 präsentierte Swisslex eine komplett neue Portallösung und 2015 konnte die eigene Suchmaschine live gestellt werden.

## Angebot
Swisslex hat ihr Angebot primär in zwei Produkte strukturiert, Archiv (Abonnement Standard) und Aktualität (Abonnement Premium). Das Angebot von Swisslex beinhaltet die Entscheidsammlungen der eidgenössischen Gerichte sowie die Entscheidsammlungen der meisten letztinstanzlichen kantonalen Gerichte, mehr als 350 Gesetzeskommentare, und ca. 2'300 Monografien, Dissertationen, Sammel- und Tagungsbände sowie Festschriften. Die Datenbestände von Swisslex beinhalten das Archiv und die jeweils aktuellen Hefte von über 75 Fachzeitschriften im Volltext sowie juristisch relevante Beiträge aus der Tagespresse. Ferner sind über Swisslex exklusiv Online-Fachzeitschriften in den Rechtsgebieten Immaterialgüterrecht (INGRES) und Arbeitsrecht (ARV-online) verfügbar. Daneben ist das EU-Recht mit seinen Verträgen, Verordnungen und Richtlinien, den EuGH-Entscheiden sowie dem Amtsblatt der Kommission verfügbar. Verschiedene Newsletter und Services runden das Angebot von Swisslex ab.